# Station Antwerpen-Berchem

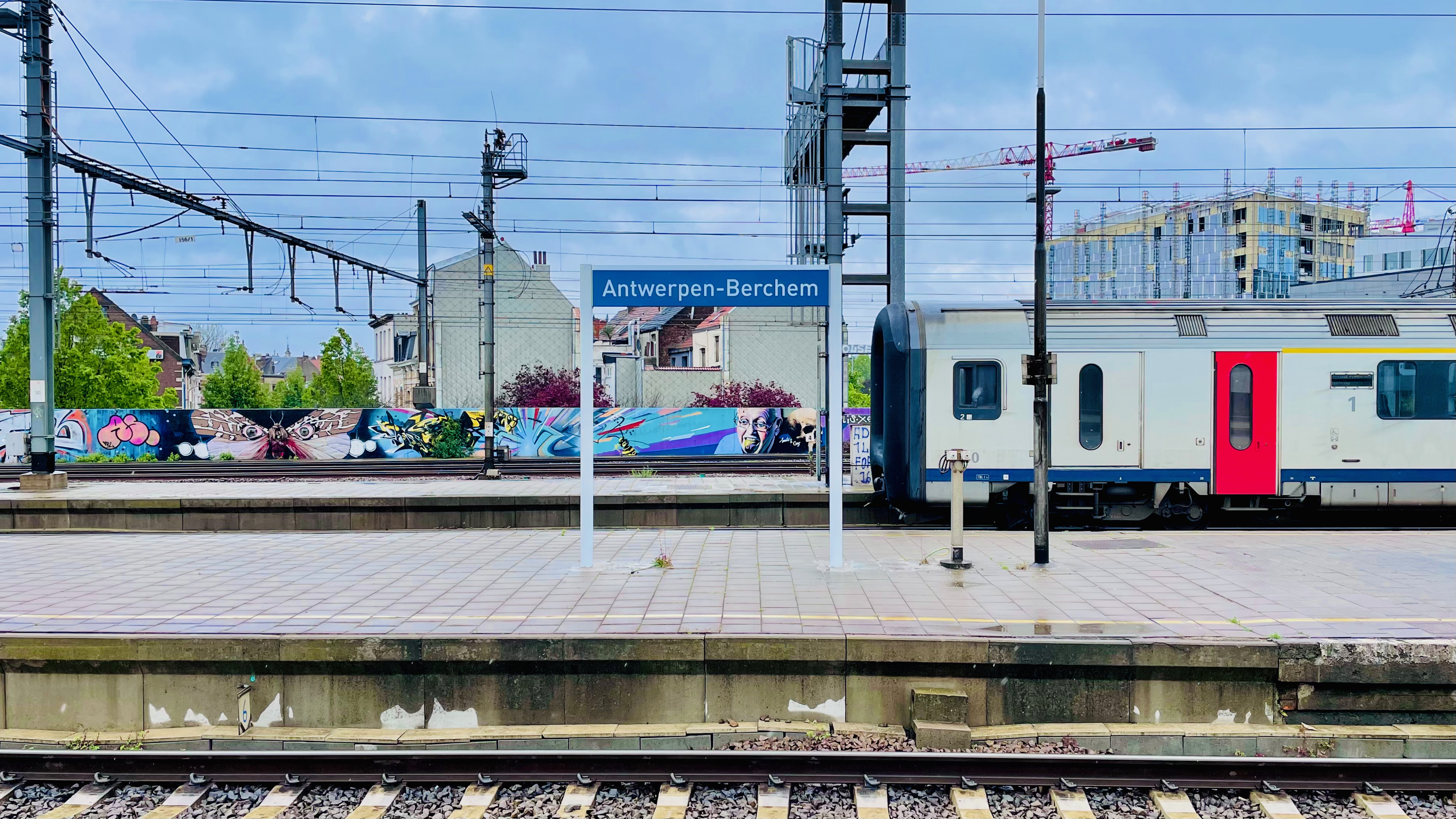
Plaatsnaambord op een perron

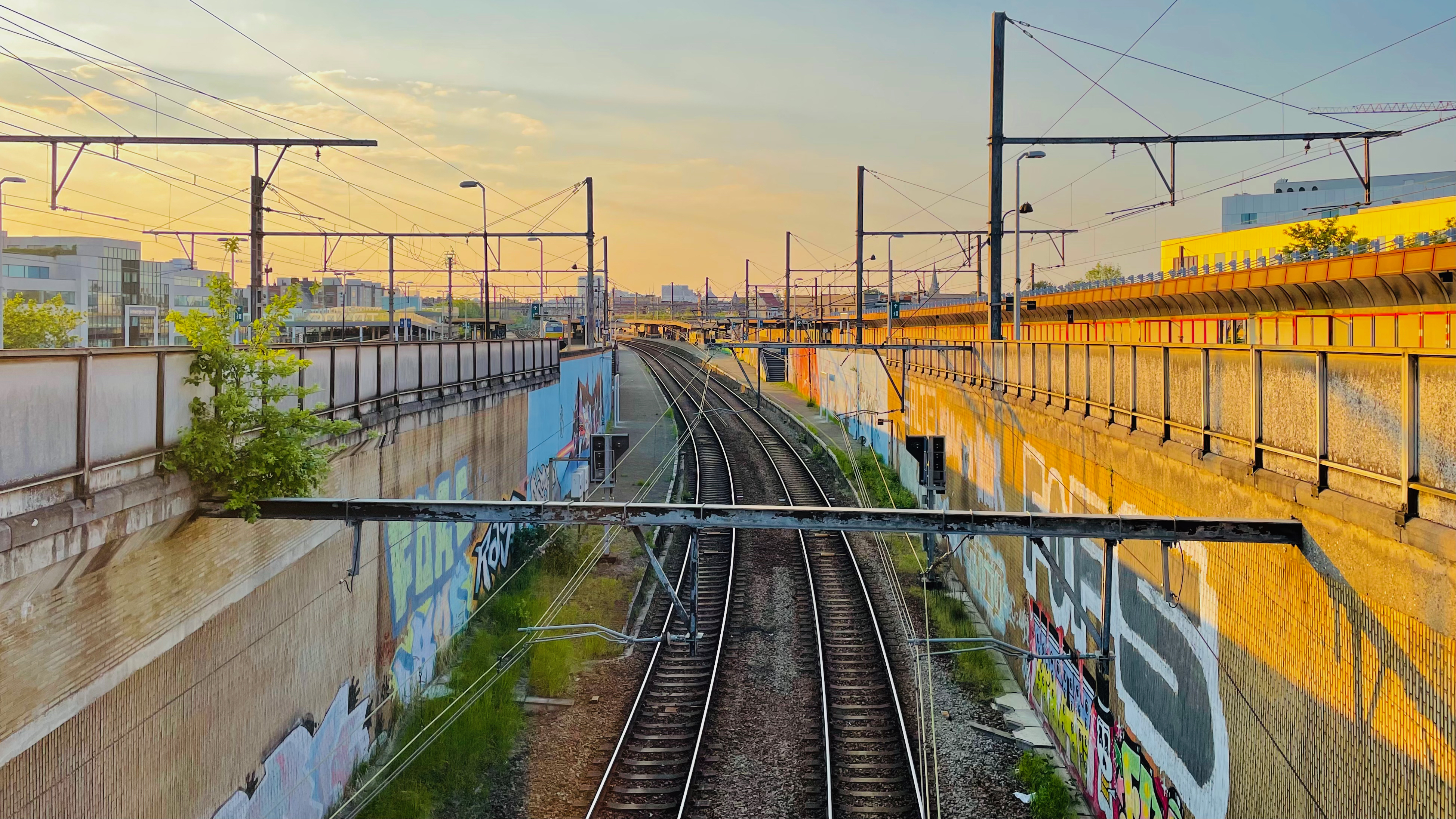
Zicht op de sporen

Station Antwerpen-Berchem is een spoorwegstation in het Antwerpse district Berchem. Van hieruit vertrekken zowel binnenlandse als internationale treinen (via Antwerpen-Centraal naar Amsterdam Centraal en naar Roosendaal via Essen)
De eilandperrons zijn bereikbaar via een tunnel die zowel vanuit de vertrekhal als vanaf de Posthoflei betreden kan worden.

## Geschiedenis
Het station Berchem werd op 1 maart 1865 geopend met een provisorisch stationsgebouw aan wat toen nog de Schelpstraat heette. Het station lag binnen de eerste fortengordel van de Stelling van Antwerpen. Dichtbij was de Spoorbaanpoort in de fortengordel. De spoorlijn naar Lier en verder was een jaar eerder, 1864, geopend. De andere spoorlijn naar Brussel werd in 1836 geopend.

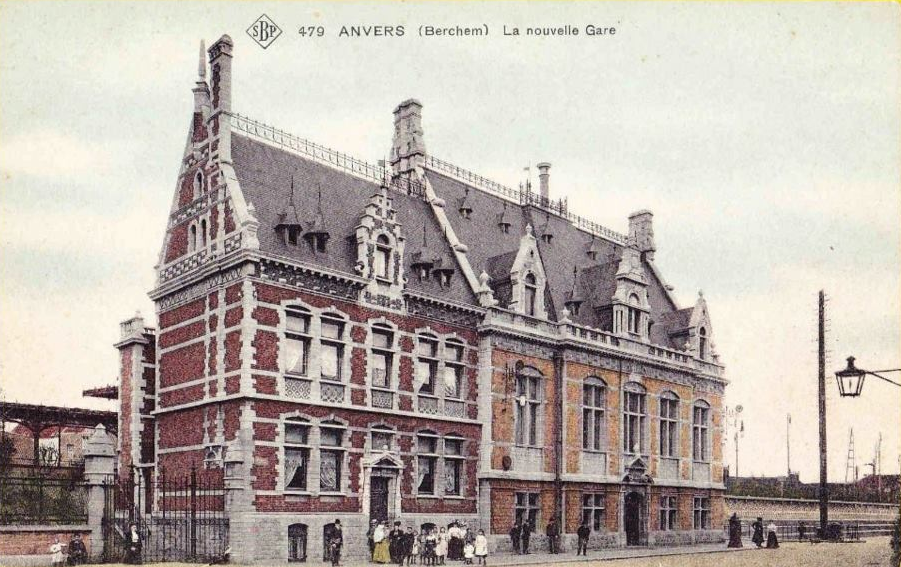
Het toen nieuwe stationsgebouw in 1898

In 1898 werd met het verhogen van de spoorwegberm het definitieve stationsgebouw aan de Stanleystraat geopend.
Met de opening van de Kennedyspoortunnel en de aanleg van de Antwerpse ring werd het hele Antwerpse spoorwegnet veranderd. De treinen uit Sint-Niklaas en Boom werden via een nieuwe spoorverbinding langs de ring naar station Berchem en Antwerpen-Centraal geleid. De aantakking van de nieuwe verbinding op de bestaande spoorlijnen gebeurt ongelijkvloers. Er is een ongelijkvloerse aansluiting op zowel spoorlijn 25 (met aansluitende sporen 6 en 7) als de spoorlijn 27A (met aansluitende sporen 2 en 3). Deze laatste sporen worden enkel gebruikt voor goederentreinen of als calamiteitenlijn langs het ringspoor naar spoorlijn 12, daar er geen aansluiting is naar station Antwerpen-Centraal. Hierdoor is de spoorligging van het station grondig aangepast en is de stationsligging naar het zuiden verplaatst. In 1968 is de nieuwe spoorverbinding naar Antwerpen-Zuid geopend. Het stationsgebouw van 1898 werd gesloopt en vervangen door een nieuw stationsgebouw.
In 1995 werd het ontvangstgedeelte van het station grondig gerenoveerd. Dit kwam ook doordat vanaf 1996 Thalystreinen in het station stopten.
Sinds 9 december 2007, na de openstelling van de Noord-Zuidverbinding, stopten de treinen naar Amsterdam en Parijs (Thalys en Beneluxtrein) te Antwerpen niet meer in Antwerpen-Berchem, maar alleen nog in Antwerpen-Centraal. Sinds 14 december 2014 stopt de Beneluxtrein zowel in Antwerpen-Centraal als in Antwerpen-Berchem.
Het station heette aanvankelijk gewoon Berchem. In 1975 werd deze benaming gewijzigd in Berchem (Antwerpen), toen de internationale treinen voortaan hier stopten en niet langer in Antwerpen-Oost. Na de fusie in 1983 van Berchem met Antwerpen kreeg het station uiteindelijk de naam Antwerpen-Berchem.

## Omgeving
Tegelijk met de bouw van de Noord-Zuidverbinding is het voorplein en de voorgevel van het station gerenoveerd. Onder het Burgemeester Edgard Ryckaertsplein is een parkeerplaats ingericht. Voor de trams zijn nieuwe perrons en haltevoorzieningen gekomen.
Het stationsplein grenst zowel aan de drukke Binnensingel (R10) als aan de trendy wijk Zurenborg. Aan de andere kant van het stationsplein (Burgemeester Edgard Ryckaertsplein) stoppen de tramlijnen, 4, 9 en 11 die het station zowel met het stadscentrum als de wijken Gitschotel (in het district Borgerhout extra-muros), Eksterlaar en Silsburg (beide laatsten in Deurne-Zuid) verbinden.

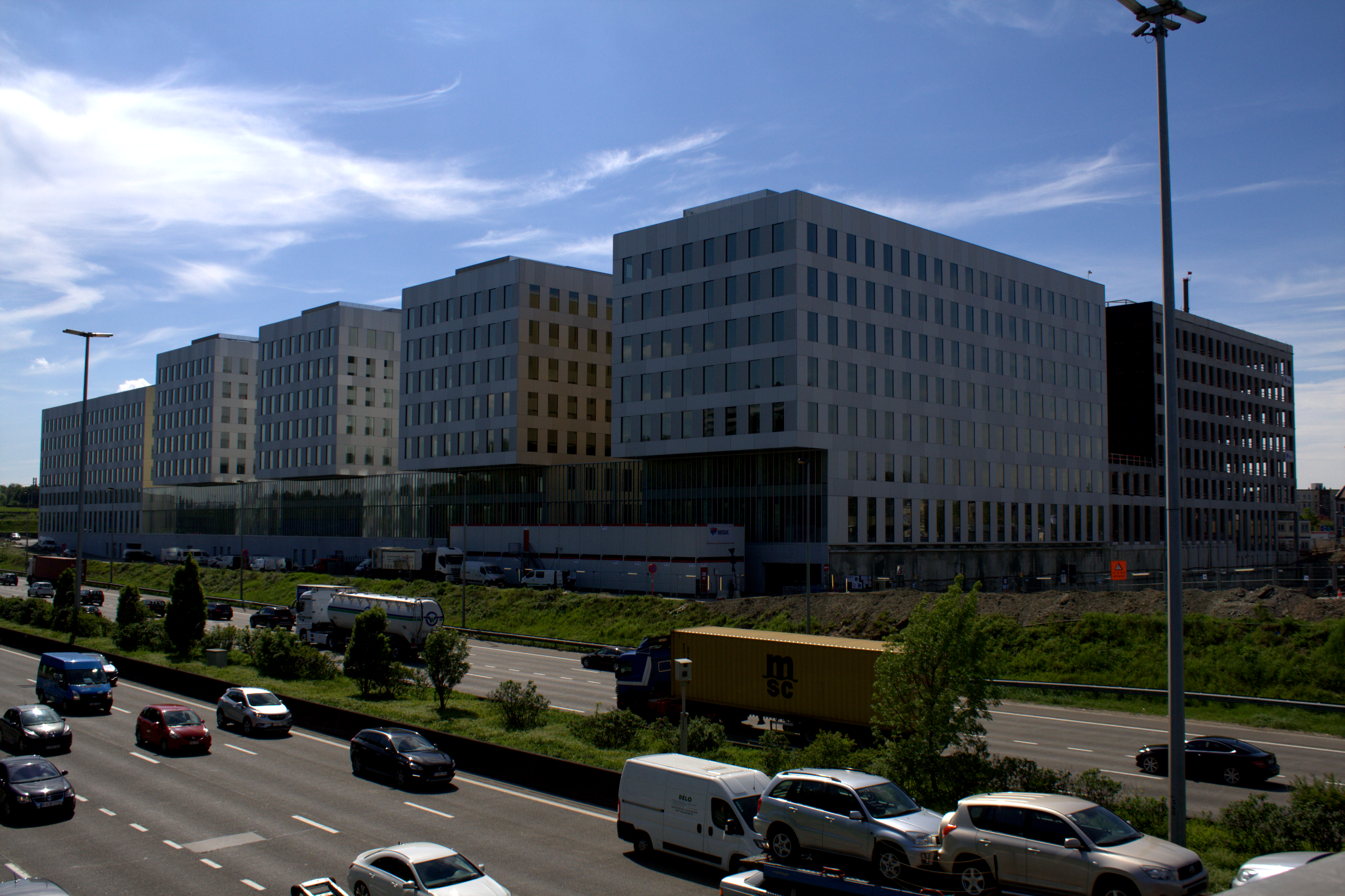
Het Post X-kantorencomplex gezien van de Borsbeeksebrug

Een tiental buslijnen zoals bus 20, 21, 30, 31, 32, 34 en 38 verzekeren aansluitingen naar de rest van de wijde omgeving. Vanaf 1 september 2012 is een nieuwe busterminal geopend waar twee streeklijnbundels: (51, 52, 53) en (90, 91, 92) hun eindpunt hebben. Streekbuslijn 298 eindigde hier al langer.
In 2017 werd beslist om aan de oostkant van het Burgemeester Edgard Ryckaertsplein het nieuwe hoofdgebouw van de Antwerpse lokale politie te bouwen, ter vervanging van Den Oudaan. Het politiegebouw zou een ontwerp worden van Stéphane Beel , net als het kantorencomplex Post-X, dat reeds werd opgeleverd.

### Graffiti
Bij het station is er een experiment gaande waardoor een aantal geselecteerde graffitikunstenaars de kans krijgen om graffitikunstwerken te schilderen op muren zichtbaar vanaf de perrons. De hoop is dat "wilde" graffitispuiters deze kunstwerken respecteren en niet zelf gaan schilderen.

## Fietsvoorzieningen
Op 25 maart 2015 is aan de westkant van het station een fietsparkeergebouw geopend dat plaats biedt aan 2.150 fietsen.

## Treindienst

### Internationaal
| Serie      | Treinsoort                    | Route | Bijzonderheden                |
| ---------- | ----------------------------- | --- | ----------------------------- |
| 9200 IC 35 | EuroCity, Beneluxtrein (NMBS) | Rotterdam Centraal – Breda – Noorderkempen – Antwerpen-Centraal – Antwerpen-Berchem – Mechelen – Brussels Airport-Zaventem – Brussel-Noord – Brussel-Centraal – Brussel-Zuid | Via HSL Schiphol - Antwerpen. |

### Nationaal
| Serie       | Treinsoort               | Route | Bijzonderheden |
| ----------- | ------------------------ | --- | --- |
| IC 02       | Intercity (NMBS)         | Oostende – Gent-Sint-Pieters – Antwerpen-Berchem – Antwerpen-Centraal                                     | |
| IC 04       | Intercity (NMBS)         | Antwerpen-Centraal – Antwerpen-Berchem – Gent-Sint-Pieters – Kortrijk – Poperinge                         | |
| IC 05       | Intercity (NMBS)         | Charleroi-Centraal – Brussel-Zuid – Antwerpen-Berchem – Antwerpen-Centraal – Antwerpen-Luchtbal           | Rijdt alleen op werkdagen. |
| IC 07       | Intercity (NMBS)         | Charleroi-Centraal – Brussel-Zuid – Antwerpen-Berchem – Antwerpen-Centraal – Essen                        | Rijdt alleen op werkdagen. |
| IC 08       | Intercity (NMBS)         | Antwerpen-Centraal – Antwerpen-Berchem – Mechelen – Brussels Airport-Zaventem – Hasselt                   | |
| IC 09       | Intercity (NMBS)         | Antwerpen-Centraal – Antwerpen-Berchem – Aarschot – [ Leuven – ] Hasselt – Luik-Guillemins                | Rijdt in het weekend Antwerpen-Centraal - Luik-Guillemins. |
| IC 10       | Intercity (NMBS)         | Antwerpen-Centraal – Antwerpen-Berchem – Mol – Hamont                                                     | |
| IC 15       | Piekuurtrein (NMBS)      | Antwerpen-Centraal – Antwerpen-Berchem – Lier – Heist-op-den-Berg – Diest – Hasselt                       | Rijdt alleen op werkdagen. |
| IC 22       | Intercity (NMBS)         | Brussel-Zuid – Mechelen – Antwerpen-Berchem – Antwerpen-Centraal                                          | |
| IC 28       | Intercity (NMBS)         | Antwerpen-Centraal – Antwerpen-Berchem – Gent-Sint-Pieters – Lichtervelde – De Panne                      | Rijdt alleen op werkdagen. |
| IC 30       | Intercity (NMBS)         | Turnhout – Antwerpen-Berchem – Antwerpen-Centraal                                                         | Stopt op werkdagen niet tussen Herentals en Lier. |
| IC 31       | Intercity (NMBS)         | [ Charleroi-Centraal – ] Brussel-Zuid – Mechelen – Antwerpen-Berchem – Antwerpen-Centraal                 | In het weekend vanaf Charleroi-Centraal. |
| L 2850      | L-trein (NMBS)           | Antwerpen-Centraal – Antwerpen-Berchem – Aarschot – Leuven                                                | |
| S 1         | S-trein Brussel (NMBS)   | Charleroi-Centraal – /Nijvel – Brussel-Zuid – Mechelen – Antwerpen-Berchem – Antwerpen-Centraal           | Op zondag een deel Brussel-Noord - Nijvel en een deel Brussel-Zuid - Antwerpen-Centraal. Tijdens de week eerste en laatste ritten van/naar Charleroi-Centraal. |
| S 32 2350   | S-trein Antwerpen (NMBS) | Puurs – Antwerpen-Berchem – Antwerpen-Centraal – Essen                                                    | Rijdt alleen op werkdagen. |
| S 32 2550   | S-trein Antwerpen (NMBS) | Puurs – Antwerpen-Berchem – Antwerpen-Centraal – Essen – Roosendaal                                       | |
| S 33        | S-trein Antwerpen (NMBS) | Antwerpen-Centraal – Antwerpen-Berchem – Herentals – Mol                                                  | Rijdt alleen op werkdagen. |
| S 34        | S-trein Antwerpen (NMBS) | [ Dendermonde – ] Lokeren – Antwerpen-Berchem – Antwerpen-Centraal                                        | Rijdt 1×/u tussen Antwerpen - Sint-Niklaas. Rijdt in de spits verder naar Dendermonde. Rijdt alleen op werkdagen.                                              |
| S 53        | S-trein Gent (NMBS)      | Ronse – Oudenaarde – Gent-Sint-Pieters – Gent-Dampoort – Lokeren – Antwerpen-Berchem – Antwerpen-Centraal | In het weekend wordt lijn S53 verlengd tot Antwerpen-Centraal, en vervangt daarmee lijn S34 van het Antwerpse S-netwerk.                                       |
| P 4150      | Piekuurtrein (NMBS)      | Antwerpen-Centraal – Antwerpen-Berchem – Lier – Herentals                                                 | Rijdt alleen op werkdagen. Sommige treinen vanaf Lier. |
| P 7200/8200 | Piekuurtrein (NMBS)      | Roosendaal – Antwerpen-Centraal                                                                           | Rijdt alleen op werkdagen. |
| P 7210/8210 | Piekuurtrein (NMBS)      | Hasselt – Antwerpen-Berchem – Antwerpen-Centraal                                                          | Rijdt alleen op werkdagen. |
| P 7260/8260 | Piekuurtrein (NMBS)      | Antwerpen-Centraal – Antwerpen-Berchem – Lier – Herentals                                                 | Rijdt alleen op werkdagen. Sommige treinen vanaf Lier. |
| P 7280/8280 | Piekuurtrein (NMBS)      | Aarschot – Antwerpen-Berchem – Antwerpen-Centraal                                                         | Rijdt alleen op werkdagen. |
| P 7290/8290 | Piekuurtrein (NMBS)      | Sint-Niklaas – Antwerpen-Berchem – Antwerpen-Centraal                                                     | Rijdt alleen op werkdagen. |
| P 8220      | Piekuurtrein (NMBS)      | [ Hamont – ] / [ Essen – Antwerpen-Centraal – Antwerpen-Berchem – ] Leuven – Heverlee                     | Een trein op zondagavond. |
| ICT 6705    | Toeristentrein (NMBS)    | Antwerpen-Centraal – Antwerpen-Berchem – Gent-Sint-Pieters – Brugge – Blankenberge                        | Rijdt in juli en augustus. |

## Reizigerstellingen
De grafiek en tabel geven het gemiddeld aantal instappende reizigers weer op een week-, zater- en zondag.
| Tabel: aantal instappende reizigers station Antwerpen-Berchem | Tabel: aantal instappende reizigers station Antwerpen-Berchem | Tabel: aantal instappende reizigers station Antwerpen-Berchem | Tabel: aantal instappende reizigers station Antwerpen-Berchem |
|                                                               | Weekdag                                                       | Zaterdag                                                      | Zondag                                                        |
| ------------------------------------------------------------- | ------------------------------------------------------------- | ------------------------------------------------------------- | ------------------------------------------------------------- |
| 1977                                                          | 8 000                                                         | 1 871                                                         | 1 860                                                         |
| 1978                                                          | 8 000                                                         | 1 747                                                         | 1 796                                                         |
| 1979                                                          | 8 300                                                         | 1 822                                                         | 1 893                                                         |
| 1980                                                          | 8 534                                                         | 2 205                                                         | 1 405                                                         |
| 1981                                                          | 8 882                                                         | 2 108                                                         | 3 182                                                         |
| 1982                                                          | 9 310                                                         | 2 625                                                         | 3 235                                                         |
| 1983                                                          | 10 487                                                        | 2 463                                                         | 2 940                                                         |
| 1984                                                          | 8 423                                                         | 2 138                                                         | 2 993                                                         |
| 1985                                                          | 8 718                                                         | 2 428                                                         | 3 603                                                         |
| 1986                                                          | 8 137                                                         | 2 310                                                         | 2 456                                                         |
| 1987                                                          | 8 328                                                         | 2 650                                                         | 3 750                                                         |
| 1988                                                          | 8 223                                                         | 2 337                                                         | 2 862                                                         |
| 1989                                                          | 7 901                                                         | 2 364                                                         | 2 687                                                         |
| 1990                                                          | 7 659                                                         | 2 884                                                         | 2 884                                                         |
| 1991                                                          | 8 197                                                         | 2 454                                                         | 3 172                                                         |
| 1992                                                          | 7 928                                                         | 2 575                                                         | 3 470                                                         |
| 1993                                                          | 7 586                                                         | 2 612                                                         | 3 366                                                         |
| 1994                                                          | 10 851                                                        | 3 056                                                         | 3 656                                                         |
| 1995                                                          | 8 617                                                         | 3 442                                                         | 3 667                                                         |
| 1996                                                          | 10 719                                                        | 3 589                                                         | 3 897                                                         |
| 1997                                                          | 8 725                                                         | 3 802                                                         | 4 280                                                         |
| 1998                                                          | 22 374                                                        | 8 100                                                         | 9 750                                                         |
| 1999                                                          | 17 492                                                        | 8 713                                                         | 9 100                                                         |
| 2000                                                          | 19 620                                                        | 11 524                                                        | 11 243                                                        |
| 2001                                                          | 18 976                                                        | 7 824                                                         | 8 194                                                         |
| 2002                                                          | 20 500                                                        | 9 121                                                         | 9 234                                                         |
| 2003                                                          | 22 251                                                        | 11 086                                                        | 11 448                                                        |
| 2004                                                          | 15 775                                                        | 6 924                                                         | 7 873                                                         |
| 2005                                                          | 13 760                                                        | 8 641                                                         | 9 066                                                         |
| 2006                                                          | 16 676                                                        | 8 489                                                         | 9 388                                                         |
| 2007                                                          | 12 729                                                        | 7 102                                                         | 8 751                                                         |
| 2008                                                          | -                                                             | -                                                             | -                                                             |
| 2009                                                          | 9 594                                                         | 5 145                                                         | 5 441                                                         |
| 2010                                                          | -                                                             | -                                                             | -                                                             |
| 2011                                                          | -                                                             | -                                                             | -                                                             |
| 2012                                                          | 12 550                                                        | 3 968                                                         | 5 320                                                         |
| 2013                                                          | 15 229                                                        | 5 573                                                         | 6 241                                                         |
| 2014                                                          | 12 212                                                        | 6 633                                                         | 6 127                                                         |
| 2015                                                          | 15 145                                                        | 5 549                                                         | 6 078                                                         |
| 2016                                                          | 15 317                                                        | 5 447                                                         | 6 101                                                         |
| 2017                                                          | 15 378                                                        | 6 908                                                         | 8 083                                                         |
| 2018                                                          | 15 001                                                        | 7 304                                                         | 8 488                                                         |
| 2019                                                          | 17 289                                                        | 8 163                                                         | 8 506                                                         |
| 2020                                                          | 9 322                                                         | 5 008                                                         | 4 918                                                         |
| 2021                                                          | -                                                             | -                                                             | -                                                             |
| 2022                                                          | 13 994                                                        | 9 172                                                         | 9 426                                                         |
| 2023                                                          | 14 747                                                        | 11 372                                                        | 10 689                                                        |
| 2024                                                          | 15 447                                                        | 11 010                                                        | 10 014                                                        |

## Tariefzone
Bij zowel het binnenlandse als het SCIC-NRT-tarief behoren volgende stations tot één tariefzone: Antwerpen-Berchem, Antwerpen-Centraal, Antwerpen-Luchtbal, Antwerpen-Noorderdokken en Antwerpen-Zuid.
Antwerpen-Berchem · Antwerpen-Centraal · Antwerpen-Dam · Antwerpen-Dokken en -Stapelplaatsen · Antwerpen-Harwich · Antwerpen-Haven · Antwerpen-Kiel · Antwerpen-Linkeroever · Antwerpen-Luchtbal · Antwerpen-Noord · Antwerpen-Noorderdokken · Antwerpen-Oost · Antwerpen-Schijnpoort · Antwerpen-Waas · Antwerpen-Zuid · Borgerhout · Ekeren · Ekeren-Brug · Fort 6 · Fort 7 · Fort 8 · Hoboken-Kapelstraat · Hoboken-Polder · Leugenberg · Merksem · Molenveld · Sint-Mariaburg · Wilrijk
0,0: Brussel-Groendreef ·
0,0: Brussel-Noord ·
2,4: Schaarbeek ·
7,3: Buda ·
9,4: Vilvoorde ·
13,6: Eppegem ·
15,9: Weerde ·
19,5: Mechelen-Kanaal ·
20,4: Mechelen ·
22,0: Mechelen-Nekkerspoel ·
26,5: Sint-Katelijne-Waver ·
28,9: Duffel ·
33,8: Kontich-Lint ·
36,2: Hove ·
38,1: Mortsel-Oude-God ·
39,7: Mortsel-Deurnesteenweg ·
39,7: Mortsel ·
41,8: Antwerpen-Berchem ·
43,8: Antwerpen-Centraal ·
47,6: Antwerpen-Luchtbal
0,0: Brussel-Noord ·
2,4: Schaarbeek ·
7,2: Machelen ·
9,4: Vilvoorde ·
13,6: Eppegem ·
15,9: Weerde ·
19,5: Mechelen-Kanaal ·
20,4: Mechelen ·
22,0: Mechelen-Nekkerspoel ·
26,5: Sint-Katelijne-Waver ·
28,9: Duffel ·
33,8: Kontich-Lint ·
36,2: Hove ·
38,2: Mortsel-Liersesteenweg ·
39,8: Mortsel ·
41,8: Antwerpen-Berchem ·
43,8: Antwerpen-Centraal
0,0: Hoboken-Kapelstraat ·
1,2: Fort 8 ·
3,0: Fort 7 ·
4,1: Wilrijk ·
4,8: Fort 6 ·
6,0: Molenveld ·
7,1: Fort 5 ·
8,5: Luithaegen ·
Fort 4 ·
13,5: Antwerpen-Berchem ·
14,7: Antwerpen-Oost ·
18,2: Antwerpen-Dam ·
20,9: Antwerpen-Luchtbal ·
21,7: Antwerpen-Noorderdokken ·
Ekeren-Brug ·
Leugenberg
0,0: Antwerpen-Berchem ·
4,0: Antwerpen-Zuid ·
7,0: Antwerpen-Linkeroever ·
9,1: Zwijndrecht ·
10,1: Zwijndrecht-Fort ·
12,1: Melsele ·
14,0: Beveren ·
15,1: Haasdonk ·
18,5: Westakkers ·
19,5: Nieuwkerken-Waas ·
22,7: Sint-Niklaas ·
25,3: Sint-Niklaas-West ·
26,2: Valk ·
27,1: Belsele ·
28,7: Sinaai ·
32,0: Heiken ·
35,7: Lokeren ·
38,4: Staakte ·
41,5: Zeveneken ·
43,6: Beervelde ·
46,8: Lochristi ·
49,5: Destelbergen ·
51,2: Westveld ·
53,0: Oostakker ·
?: Gent-Waas ·
55,8: Gent-Dampoort